# Lance Harris
Lance Harris (Columbia, Missouri, 14 de noviembre de 1984) es un exjugador y actual entrenador de baloncesto estadounidense que ejerce como asistente de los Long Island Nets de la G League. Con 1,98 metros de estatura, jugaba en la posición de escolta.

## Trayectoria deportiva
Es un jugador formado en su periplo universitario en los Kansas State Wildcats y tras no ser elegido en 2007 , comenzaría una larga trayectoria en el baloncesto europeo jugando en Eslovenia, Grecia, Bosnia, Rusia, Ucrania, Italia y Turquía.
En 2016 es contratado por el Élan Sportif Chalonnais francés.